# Mark Warnecke
Mark Warnecke (* 15. Februar 1970 in Bochum) ist Arzt und ein ehemaliger deutscher Schwimmer.

## Werdegang
Warnecke war Spezialist für die kurzen Brustschwimmstrecken. Auf der Kurzbahn wurde er 1995 zum ersten Mal Weltmeister über 100 m Brust. Bei den Olympischen Sommerspielen 1996 in Atlanta gewann er über 100 m Brust die Bronzemedaille, dies war bis 2005 sein größter Erfolg auf der Langbahn, wofür er auch vom Bundespräsidenten mit dem Silbernen Lorbeerblatt ausgezeichnet wurde. Warnecke startete für die SG Essen.
Der langjährige Aktivensprecher des Deutschen Schwimm-Verbandes hatte bereits im Frühjahr 2005 verkündet, dass er sich so fit wie lange nicht mehr fühle, da er längere Zeit vom Verletzungspech verschont worden sei. Dies führte er auch darauf zurück, dass er in Abkehr von den klassischen Trainingsplänen eher Wert auf Wettkampfausdauer und Kurzzeitausdauer gelegt habe. Bei den Schwimmweltmeisterschaften 2005 in Montréal gewann er die Goldmedaille über 50 m Brust und ist im Alter von 35 Jahren der älteste Weltmeister in der Geschichte des Schwimmsports seit 1971. Mit 36 Jahren gewann er zum zehnten Mal die deutsche Meisterschaft über 50 m Brust.
Seinen Angaben zufolge verdankt er seine Erfolge einem selbstentwickelten Aminosäurepräparat.
Er beendete seine Schwimm-Karriere am 14. April 2007 während der 119. Deutschen Meisterschaften im Schwimmen.

## Rekorde
| Deutsche Rekorde (2)    | Deutsche Rekorde (2) | Deutsche Rekorde (2) | Deutsche Rekorde (2) |
| ----------------------- | -------------------- | -------------------- | -------------------- |
| 50 m Brust              | 00:27,44 min         | 25. Mai 2005         | DM Berlin            |
| 50 m Brust (Kurzbahn)   | 00:26,70 min         | 11. Dezember 1998    | Sheffield            |
| (Stand: 1. August 2008) |                      |                      |                      |

## Motorsport
- 2001: Porsche Carrera Cup Deutschland (Platz 21)
- 2004: Porsche Supercup
- 2004: Porsche Carrera Cup Deutschland
- 2005: Porsche Carrera Cup Deutschland
- 2013: ADAC-Procar-Serie – Division 1 (Platz 6)

## Sonstiges
Um sein Körpergewicht für den Wettkampf zu verringern, entwickelte er eine eigene Diät, welche er mittlerweile gewerblich vertreibt.